# میدان نیتن فیلیپس
میدان نیتن فیلیپس (به انگلیسی: Nathan Phillips Square) میدانی در شهر تورنتو، کانادا است. این میدان به افتخار نیتن فیلیپس، سیاستمدار کانادایی نامگذاری شده‌است.

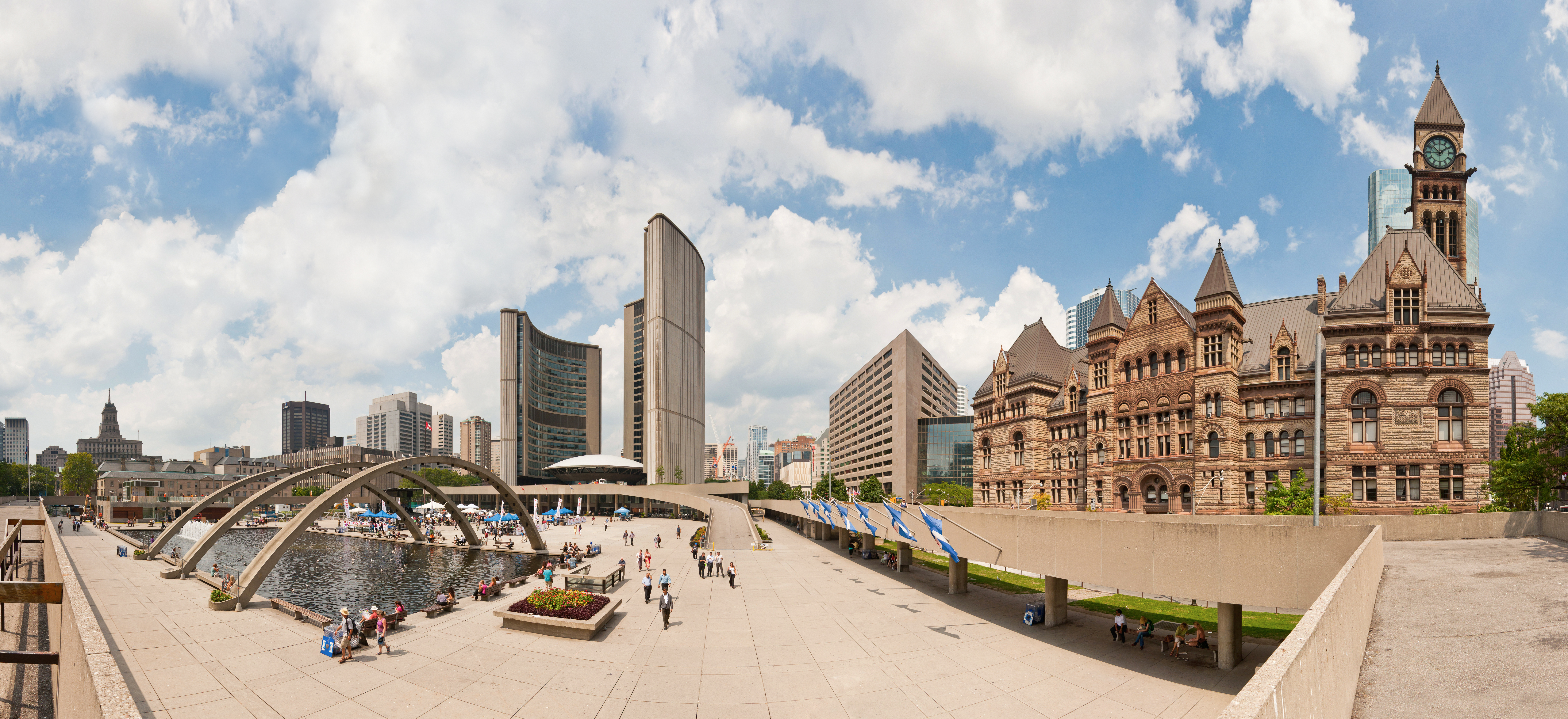
نمایی سراسرنما از میدان نیتن فیلیپس در سال ۲۰۱۱.